# NK Zagora Primorski Dolac
Nogometni klub Zagora-Primorski Dolac (NK Zagora; Zagora; Zagora Primorski Dolac) je nogometni klub iz Primorskog Dolca, Splitsko-dalmatinska županija.

## O klubu
Klub je osnovan 1967. godine,  neformalno je počeo s djelovanjem 1964. Natjecao se u Grupnom prvenstvu Splitskog nogometnog podsaveza i Prvenstvu NSO Split do 1983. godine, kada dolazi do gašenja kluba. Klub se obnavlja 2008. godine. 
Klub je orijentiran uglavnom na rad s mlađim uzrastima, a seniori su sudjelovali samo u 2. ŽNL Splitsko-dalmatinskoj u sezoni 2013./14., ali s lošim rezultatima, gdje se ističe poraz 1:16 od "Jadrana" iz Supetra.

## Pregled po sezonama
| sezona        | rang lige                            | liga                                 | poz.                                 | klubova u ligi                       | ut                                   | pob                                  | ner                                  | por                                  | gol+                                 | gol-                                 | bod                                  | napomene                                                             | izvori                               |
| ------------- | ------------------------------------ | ------------------------------------ | ------------------------------------ | ------------------------------------ | ------------------------------------ | ------------------------------------ | ------------------------------------ | ------------------------------------ | ------------------------------------ | ------------------------------------ | ------------------------------------ | -------------------------------------------------------------------- | ------------------------------------ |
| 1966./67.     | V.                                   | Grupno prvenstvo Splitskog NP        | 6.                                   | 7                                    | 12                                   | 3                                    | 0                                    | 9                                    | 25                                   | 51                                   | 6                                    |                                                                      |                                      |
| 1967./68.     | V.                                   | Grupno prvenstvo Splitskog NP        | 7.                                   | 7                                    | 12                                   | 1                                    | 1                                    | 10                                   | 14                                   | 33                                   | 3                                    |                                                                      |                                      |
| 1968./69.     | V.                                   | Grupno prvenstvo NSO Split           | 4.                                   | 5                                    | 8                                    | 1                                    | 0                                    | 7                                    | 18                                   | 28                                   | 2                                    | liga je započela kao Grupno prvenstvo Splitskog nogometnog podsaveza |                                      |
| 1969./70.     | V.                                   | Grupno prvenstvo NSO Split           | 7.                                   | 10                                   | 18                                   | 5                                    | 4                                    | 9                                    | 29                                   | 67                                   | 14                                   |                                                                      |                                      |
| 1970./71.     | V.                                   | Grupno prvenstvo NSO Split           | 3.                                   | 4 (5)                                | 7                                    | 2                                    | 1                                    | 4                                    | 14                                   | 12                                   | 5                                    |                                                                      | [ 3 ]                                |
| 1971./72.     | IV.                                  | Prvenstvo NSO Split                  | 12.                                  | 12                                   | 22                                   | 0                                    | 1                                    | 21                                   | 19                                   | 86                                   | 1                                    |                                                                      |                                      |
| 1972./73.     | V.                                   | Prvenstvo NSO Split                  | 9.                                   | 11                                   | 20                                   | 3                                    | 4                                    | 13                                   | 36                                   | 67                                   | 10                                   |                                                                      |                                      |
| 1973./74.     |                                      |                                      |                                      |                                      |                                      |                                      |                                      |                                      |                                      |                                      |                                      |                                                                      |                                      |
| 1974./75.     | VI.                                  | Prvenstvo NSO Split                  | 7.                                   | 8                                    | 14                                   | 3                                    | 1                                    | 10                                   | 22                                   | 47                                   | 7                                    |                                                                      |                                      |
| 1975./76.     | VI.                                  | Prvenstvo NSO Split                  | 6.                                   | 8                                    | 14                                   | 5                                    | 2                                    | 7                                    | 27                                   | 40                                   | 12                                   |                                                                      |                                      |
| 1976./77.     | VI.                                  | Prvenstvo NSO Split                  | 7.                                   | 9                                    | 16                                   | 5                                    | 1                                    | 10                                   | 17                                   | 50                                   | 11                                   |                                                                      |                                      |
| 1977./78.     | VI.                                  | Prvenstvo NSO Split                  | 8.                                   | 13                                   | 24                                   | 8                                    | 4                                    | 12                                   | 45                                   | 52                                   | 20                                   |                                                                      |                                      |
| 1978./79.     | VI.                                  | Prvenstvo NSO Split                  | 7.                                   | 12                                   | 21                                   | 9                                    | 4                                    | 8                                    | 30                                   | 40                                   | 22                                   |                                                                      |                                      |
| 1979./80.     | VI.                                  | Prvenstvo NSO Split                  | 3.                                   | 11                                   | 18                                   | 10                                   | 4                                    | 4                                    | 50                                   | 30                                   | 24                                   |                                                                      |                                      |
| 1980./81.     | VI.                                  | Prvenstvo NSO Split                  | 8.                                   | 11                                   | 20                                   | 7                                    | 3                                    | 10                                   | 32                                   | 53                                   | 17                                   |                                                                      |                                      |
| 1981. – 2013. | nisu djelovali ili se nisu natjecali | nisu djelovali ili se nisu natjecali | nisu djelovali ili se nisu natjecali | nisu djelovali ili se nisu natjecali | nisu djelovali ili se nisu natjecali | nisu djelovali ili se nisu natjecali | nisu djelovali ili se nisu natjecali | nisu djelovali ili se nisu natjecali | nisu djelovali ili se nisu natjecali | nisu djelovali ili se nisu natjecali | nisu djelovali ili se nisu natjecali | nisu djelovali ili se nisu natjecali                                 | nisu djelovali ili se nisu natjecali |
| 2013./14.     | V.                                   | 2. ŽNL Splitsko-dalmatinska          | 9.                                   | 9                                    | 24                                   | 3                                    | 0                                    | 21                                   | 19                                   | 128                                  | 9                                    |                                                                      |                                      |